# Герб Дунаєвецького району
Герб Дунаєвецького району — офіційний символ Дунаєвецького району, затверджений 9 жовтня 2008 р. рішенням сесії районної ради.
Автор проекту — А. Гречило.

## Опис
Щит поділений в косий хрест. На першому лазуровому полі золоте сонце з людським обличчям і променями; на бічних золотих полях - по зеленому дереву; на нижньому чорному золота чаша, з якої б'ють срібні струмені води. Щит обрамлено декоративним картушем із золотими колосками внизу й увінчано територіальною золотою короною. Щитотримачі: два срібні журавлі з червоними лапами та дзьобами, які стоять на лазуровій стрічці з золотим написом "Дунаєвецький район".